# Yves Beauchemin
Pour les articles homonymes, voir Beauchemin.
Yves Beauchemin, né le 26 juin 1941 à Rouyn-Noranda, est un écrivain québécois. 

## Biographie
Des études supérieures à l'Université de Montréal lui permettent de décrocher une licence en Lettres et en Histoire de l'art. Il se destine d'abord à l'enseignement de la littérature dans un collège. L'Enfirouapé, son premier roman, écrit en 1974, lui vaut le prix France-Québec 1975. En 1981, Le Matou devient un best-seller international, vendu à plus d'un million d'exemplaires et traduit en seize langues.
Il publie ensuite avec succès Juliette Pomerleau (1989), Le Second Violon (1996), Les Émois d'un marchand de café (1999) et La Serveuse du Café Cherrier (2011). Un recueil de nouvelles, Une nuit à l'hôtel se situe dans son Abitibi natale, fait inusité chez un romancier dont l'œuvre se déroule avant tout dans le milieu urbain de Montréal. 
Le fonds d'archives d'Yves Beauchemin est conservé au centre d'archives de Montréal de Bibliothèque et Archives nationales du Québec.

## Œuvre

### Romans
- L'Enfirouapé, La Presse, 1974 (ISBN 0777700859).
- Le Matou, Éditions Québec/Amérique, 1981 (ISBN 2-7644-0132-9).
- Juliette Pomerleau, Éditions de Fallois, 1989 (ISBN 2877060446).
- Le Second Violon, Éditions Québec/Amérique, Collection Littérature d'Amérique, 1996 (ISBN 2-89037-868-3).
- Les Émois d'un marchand de café (devenu Le Marchand de café), Éditions Québec/Amérique, 1999 (ISBN 2-89037-993-0).
- Charles le téméraire I/ Un temps de chien, Éditions Fides, 2004.
- Charles le téméraire II/ Un saut dans le vide, Éditions Fides, 2005.
- Charles le téméraire III/ Parti pour la gloire, Éditions Fides, 2006.
- Renard bleu, Éditions Fides, 2009 (ISBN 978-2-7621-2882-6).
- La Serveuse du Café Cherrier, Éditions Michel Brûlé, 2011 (ISBN 9782894855225 et 2894855222).
- Les Empocheurs, Éditions Québec/Amérique, 2016 (ISBN 9782764430880 et 2764430884).
- Une nuit de tempête, Éditions Québec/Amérique, 2023. (ISBN 9782764446638 et 2764446632).

### Recueils de nouvelles
- Une nuit à l'hôtel, Montréal, Éditions Québec/Amérique, 2001 (ISBN 2-7644-0102-7).

### Romans jeunesse
- Une histoire à faire japper, Éditions Québec/Amérique, 1991 (ISBN 2890375684).
- Antoine et Alfred, Éditions Québec/Amérique, 1992 (ISBN 2890376079).
- Alfred sauve Antoine, Éditions Québec/Amérique, 1996 (ISBN 2-89037-813-6).
- Alfred et la lune cassée, Éditions Québec/Amérique, 1997 (ISBN 2-89037-818-7).
- Alfred, Éditions Québec/Amérique, 2019 (ISBN 978-2-7644-3866-4).

### Autres ouvrages
- Du sommet d'un arbre, journal, Montréal, Éditions Québec/Amérique, 1986 (ISBN 2890373002).
- Le Calepin rouge, recueil d'aphorismes, Éditions Les Intouchables, 2007 (ISBN 978-2-89549-300-6).
- Un voyage en Russie, humour, Montréal, Éditions Québec/Amérique, 2020 (ISBN 978-2-7644-4092-6).

## Honneurs
- 1975 : Prix Jean-Hamelin, (ex æquo), pour L'enfirouapé
- 1981 : Prix littéraires du Journal de Montréal
- 1982 : Grand prix du livre de Montréal, pour Le Matou
- 1990 : Prix Jean-Giono
- 1993 : Membre de l'Académie des lettres du Québec
- 2000 : Prix du grand public du Salon du livre de Montréal - La Presse
- 2003 : Officier de l'Ordre national du Québec[3]
- 2011 : Prix Ludger-Duvernay[4]